# Miyoshi, Hiroshima

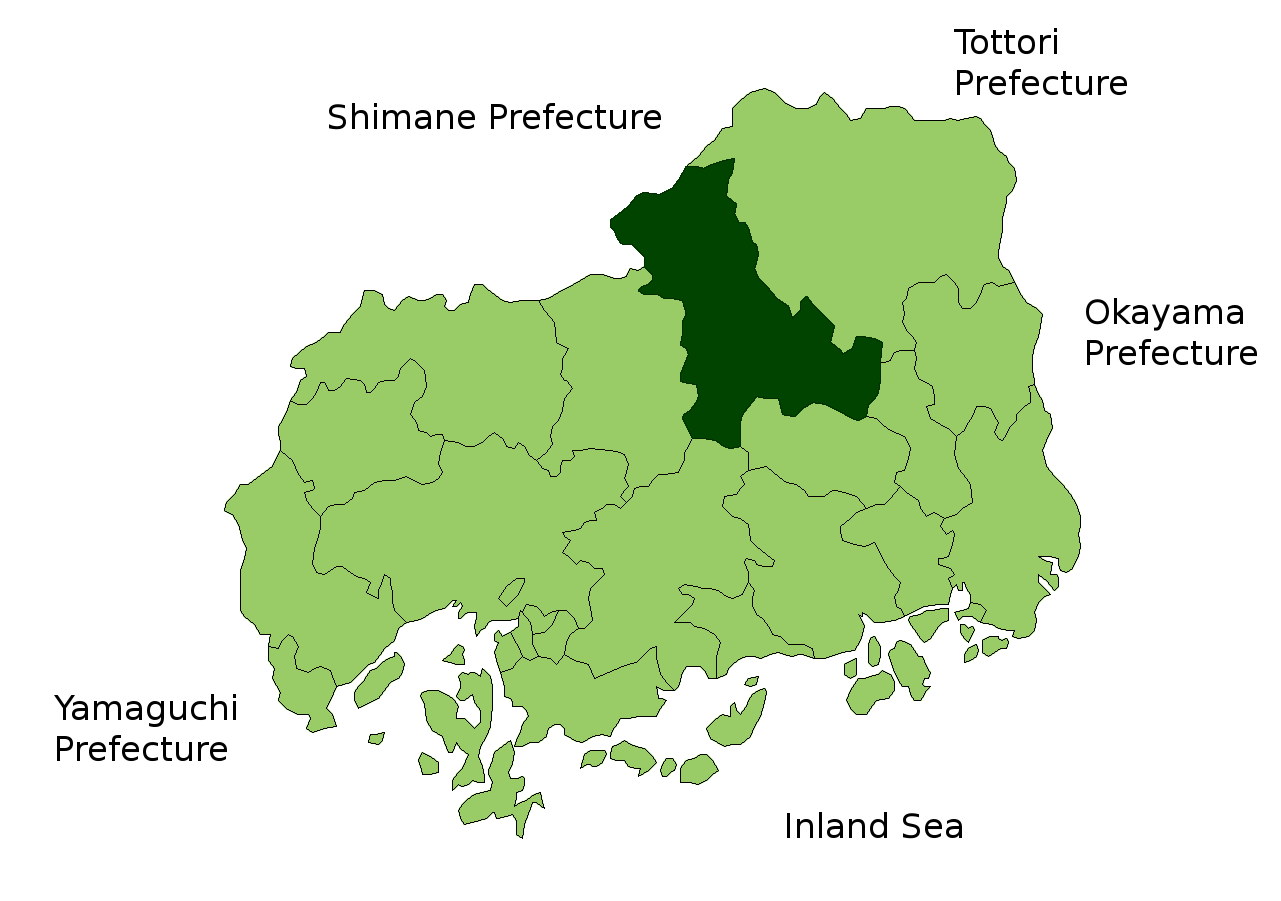

Miyoshi (三次市 Miyoshi-shi?) este un municipiu din Japonia, prefectura Hiroshima.